# Bassano Virtus 55 Soccer Team 2006-2007
Questa pagina raccoglie le informazioni riguardanti il Bassano Virtus 55 Soccer Team nelle competizioni ufficiali della stagione 2006-2007.

## Rosa
| N. |                   | Ruolo | Calciatore              |
| -- | ----------------- | ----- | ----------------------- |
|    | Italia (bandiera) | C     | Giovanni Abate          |
|    | Italia (bandiera) | D     | Andrea Basso            |
|    | Italia (bandiera) | D     | Alessandro Beccia       |
|    | Italia (bandiera) | A     | Emanuele Berrettoni     |
|    | Italia (bandiera) | A     | Alessandro Cesca        |
|    | Italia (bandiera) | C     | Massimo Dalle Nogare    |
|    | Italia (bandiera) | C     | Nicola Dorio            |
|    | Italia (bandiera) | D     | Marco Girardi           |
|    | Italia (bandiera) | A     | Marcelo Aparicio Mateos |
|    | Italia (bandiera) | C     | Achille Mazzoleni       |
|    | Italia (bandiera) | C     | Paolo Minardi           |

| N. |                   | Ruolo | Calciatore       |
| -- | ----------------- | ----- | ---------------- |
|    | Italia (bandiera) | D     | Matteo Nichele   |
|    | Italia (bandiera) | C     | Elia Pavesi      |
|    | Italia (bandiera) | P     | Tommaso Peresson |
|    | Italia (bandiera) | C     | Alessio Pirri    |
|    | Italia (bandiera) | A     | Paolo Pupita     |
|    | Italia (bandiera) | A     | Roberto Rondon   |
|    | Italia (bandiera) | A     | Marco Scarpa     |
|    | Italia (bandiera) | C     | Nicola Segato    |
|    | Italia (bandiera) | C     | Lorenzo Staiti   |
|    | Italia (bandiera) | D     | Dario Teso       |
|    | Italia (bandiera) | P     | Paolo Tommei     |